# Flora Drummond
Flora McKinnon Drummond (Manchester, 4 agosto 1878 – Carradale, 7 gennaio 1949) è stata un'attivista britannica. 
Soprannominata The General per la sua abitudine di guidare marce per i diritti delle donne indossando un'uniforme in stile militare a cavallo, fu un'organizzatrice per la Women's Social and Political Union (WSPU). 

## Primi anni
Flora McKinnon Gibson nacque nel 1878 a Manchester da Sarah (nata Cook) e Francis Gibson. Suo padre era un sarto e mentre Flora era ancora una bambina la famiglia si trasferì a Pirnmill, sull'isola di Arran, dove sua madre aveva le sue origini. Dopo aver lasciato il liceo all'età di quattordici anni si trasferì a Glasgow per seguire un corso di formazione aziendale presso una scuola di servizio civile dove conseguì le qualifiche per diventare una post-mistress, sebbene non fosse stata accettata a causa della sua altezza inferiore a quella prestabilita. 
Nonostante avesse ottenuto una qualifica della Society of Arts in stenografia e dattilografia, nutriva ancora un risentimento per la discriminazione, il che significava che alle donne, a causa della loro altezza media inferiore, era impedito di essere postmistress. Dopo il matrimonio con Joseph Drummond tornò nella sua città natale e insieme a suo marito fu membro della Fabian Society e dell'Independent Labour Party. In seguito divenne manager presso la British Oliver Typewriter Factory. 

## Attivismo politico

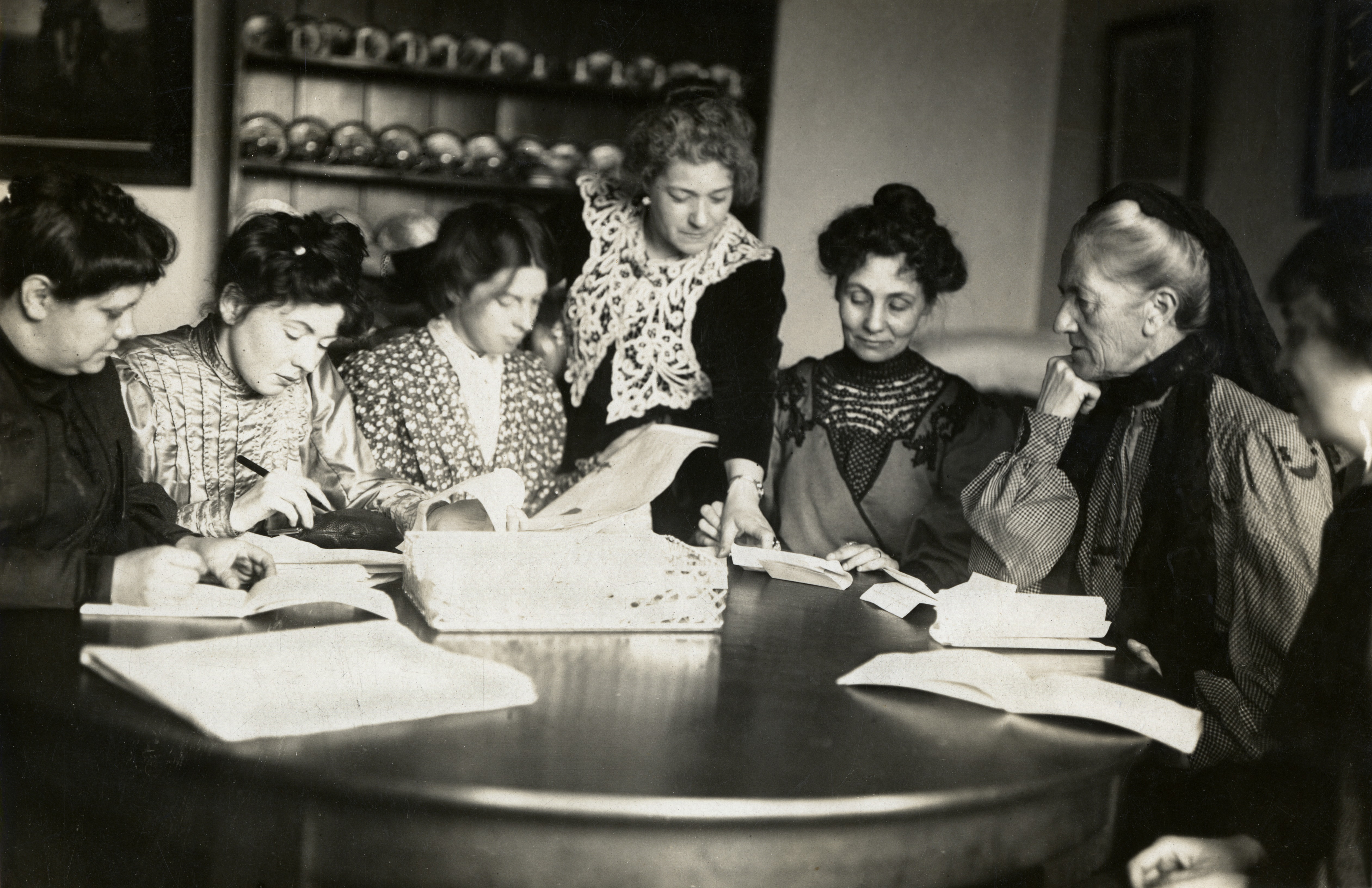
Flora Drummond con Christabel Pankhurst, Annie Kenney, (sconosciuta), Emmeline Pankhurst, Charlotte Despard e (sconosciuta), 1906-1907

Flora Drummond entrò a far parte della WSPU nel 1906. A seguito di una riunione elettorale del Partito Liberale presso la Free Trade Hall di Manchester, Christabel Pankhurst e Annie Kenney furono incarcerate per aver iimportunato Winston Churchill affinché rispondesse alla domanda: "Se sarà eletto, farà del suo meglio per rendere il suffragio femminile una misura del governo?". Quando le due donne furono rilasciate, la WSPU tenne una manifestazione celebrativa a Manchester alla quale Flora, che aveva assistito ai loro arresti, partecipò e fu convinta a unirsi al movimento. Poco dopo si trasferì a Londra e alla fine del 1906 aveva scontato il suo primo mandato a Holloway dopo essere stata arrestata all'interno della Camera dei Comuni. Flora era nota per le sue acrobazie audaci e accattivanti, tra cui quella del 1906 in cui scivolò all'interno della porta aperta di 10 Downing Street mentre la sua compagna Irene Miller veniva arrestata per aver bussato alla porta. Nel 1908 Drummond e Helen Craggs fecero di nuovo una campagna con successo contro Churchill. Quell'anno Flora divenne anche organizzatrice retribuita presso la sede della WSPU e noleggiò una barca in modo che potesse avvicinarsi al Palazzo di Westminster dal Tamigi per arringare i membri del parlamento seduti sulla terrazza sul fiume. 
Quando Mary Phillips, che aveva lavorato alla WSPU di Glasgow, fu rilasciata dopo aver scontato 3 mesi di prigione, fu accolta da Flora Drummond con cornamuse e altre suffragette che posarono in tartan per una foto sotto lo slogan Ye Mauna Tramp on the Scotch Thistle Laddie. Le suffragette scozzesi presenti paragonarono la loro lotta alla campagna di William Wallace. Drummond inoltre accolse Catherine Corbett e altre persone rilasciate dallo sciopero della fame a Dundee dopo i disordini all'incontro di Winston Churchill.
Fu una delle principali organizzatrici del raduno di Trafalgar Square nell'ottobre 1908, che le costò un mandato di tre mesi a Holloway insieme a Christabel ed Emmeline Pankhurst per "incitamento a rovesciare la Camera dei Comuni". Alle donne era stata data la possibilità di essere vincolate a mantenere la pace per dodici mesi invece di una pena detentiva, ma tutte e tre optarono per il carcere. Flora era nel primo trimestre di gravidanza quando fu imprigionata e dopo essere svenuta ed essere stata portata in infermeria le fu concesso il rilascio anticipato per motivi di salute.
Ricevette la medaglia dello sciopero della fame al valore dalla WSPU, dopo 9 detenzioni e una serie di scioperi della fame.
Nell'ottobre 1909 fu l'organizzatrice della prima marcia militante a Edimburgo in risposta a un commento critico della leadership della WSPU nella sua newsletter Votes for Women che diceva "Bella, altera, dignitosa, severa Edimburgo, con la tua gente cauta e risoluta, non ti sei ancora svegliata per prendere parte ai nostri metodi militanti". Le manifestanti portavano striscioni e suonavano cornamuse vestite con abiti da lavoro o come figure femminili storiche scozzesi. Decine di migliaia di persone si riversarono nelle strade di Edimburgo per assistere alla parata e l'evento fu considerato un successo dall'Edinburgh Evening Dispatch.
Nel 1913 Drummond e Annie Kenney fecero in modo che i rappresentanti della WSPU parlassero con i principali politici David Lloyd George ed Edward Gray. L'incontro sarebbe avvenuto a condizione che queste fossero donne della classe lavoratrice che rappresentassero la loro classe. Spiegarono le terribili condizioni salariali e lavorative che subivano e la loro speranza che un voto avrebbe consentito alle donne di sfidare lo status quo in modo democratico. Alice Hawkins da Leicester spiegò come i suoi colleghi lavoratori maschi potessero scegliere un uomo per rappresentarli mentre le donne non erano rappresentate.
Nel maggio 1914 Drummond e Norah Dacre Fox (in seguito noto come Norah Elam) assediarono le case di Carson e Lansdowne, entrambi eminenti parlamentari unionisti dell'Ulster che avevano incitato direttamente alla militanza in Ulster contro l'Home Rule Bill. Drummond e Dacre Fox ricevettero entrambe convocazioni a comparire davanti a magistrati per "aver tenuto discorsi incitanti" e incoraggiato le donne alla militanza. La loro risposta ai giornalisti fu che pensavano di doversi rifugiare da Lord Carson e Lord Lansdowne che avevano anche tenuto discorsi di incitamento e incoraggiato la militanza in Irlanda, ma che sembravano essere al sicuro dalle interferenze delle autorità per farlo. Più tardi, lo stesso giorno, entrambe le donne comparvero davanti a un magistrato, furono condannate alla prigione e portate a Holloway dove iniziarono immediatamente scioperi della fame e della sete e sopportarono un periodo di alimentazione forzata.

## Ritiro dall'azione diretta
Le pene detentive di Drummond, tra cui diversi scioperi della fame, le comportarono un peggioramento fisico e nel 1914 trascorse un po' di tempo ad Arran per riprendersi e dopo il suo ritorno a Londra allo scoppio della prima guerra mondiale concentrò i suoi sforzi sul parlare in pubblico e sull'amministrazione piuttosto che su azioni dirette, evitando così ulteriori arresti.
La sua politica si allontanò dal socialismo operaio della sua giovinezza, mentre viaggiava per il paese persuadendo i lavoratori a non scioperare, e nel 1926 guidò la Grande Marcia della Prosperità contro i disordini precedenti allo sciopero generale. Negli anni '30 formò la Women's Guild of Empire, una lega di destra opposta al comunismo e al fascismo. La sua partner militante di una volta Norah Elam, che era diventata un membro di spicco dell'Unione britannica dei fascisti di Mosley, scrisse un feroce attacco alla Guild definendolo un circo antifascista e descrivendo la sua ex amica come un "vulcano estinto".
Flora e Joseph Drummond divorziarono nel 1922 e più tardi quell'anno sposò il cugino Alan Simpson, il quale fu ucciso durante un raid aereo nel 1944. Flora tornò ad Arran, le fu negato il permesso di costruire un cottage e così visse in un improvvisato capannone con tetto in lamiera ondulata, finché i suoi vicini la accolsero quando si ammalò, e morì nel 1949 a seguito di un ictus all'età di 70 anni.